# 藤森康彰
藤森 康彰（ふじもり よしあき、1949年5月20日 - ）は、日本の実業家。共同印刷代表取締役社長、印刷工業会会長、日本印刷産業連合会会長。

## 人物・経歴
東京都出身。1976年青山学院大学大学院修了、共同印刷入社。1998年共同印刷法務部長。2004年共同印刷技術統括本部長。2004年共同印刷取締役。2006年共同印刷常務取締役。2010年共同印刷専務取締役。2013年から共同印刷代表取締役社長を務め、デジタル印刷、電子書籍などのデジタルソリューションを進めた。2020年印刷工業会会長、日本印刷産業連合会会長。